# Aleteria angulilinea
Aleteria angulilinea là một loài bướm đêm trong họ Noctuidae.